# Assemblée législative de l'Ombrie
XIe législature
Palazzo Cesaroni, Pérouse
L’Assemblée législative de l'Ombrie (en italien : Assemblea legislativa dell'Umbria) est le conseil régional de la région de l'Ombrie.

## Histoire
Le conseil régional de l'Ombrie (en italien : Consiglio regionale dell'Umbria) est créé à la suite des premières élections régionales italiennes dans les régions à statut ordinaire, en juin 1970.
À la suite de la réforme du statut de la région entrée en vigueur le 17 octobre 2013, il prend le nom d'Assemblée législative. C'est alors le premier conseil régional d'une région à statut ordinaire à changer de dénomination.

## Mode de scrutin
L'Assemblée est constituée de 21 conseillers, élus pour cinq ans. La liste ou la coalition qui soutient le candidat élu à la présidence de la junte régionale — au suffrage universel direct et au scrutin uninominal majoritaire à un tour — reçoit une prime de majorité.
Le jour du scrutin, l'électeur vote deux fois (sur un même bulletin de vote). Il accorde un suffrage à l'un des candidats à la présidence de la région et un suffrage à un parti politique. Le panachage est autorisé : l'électeur est libre de voter pour un parti ne soutenant pas le candidat qu'il a choisi.
La liste ou la coalition soutenant le président élu reçoit automatiquement sept sièges, dont un est attribué au président élu. Les autres sièges sont répartis à la proportionnelle d'Hagenbach-Bischoff. Les mandats qui n'ont pas été attribués à l'issue du premier décompte et les voix qui n'ont pas été utilisées sont distribués à la proportionnelle de Hare.
Tout candidat non élu à la présidence dont la liste ou la coalition a remporté au moins un siège est proclamé élu à l'Assemblée législative.

## Historique

### Présidents de l'Assemblée
| Dates                             | Nom                         | Parti | Parti |
| --------------------------------- | --------------------------- | ----- | ----- |
| 1985                              | Giampaolo Bartolini (it)    |       | PCI   |
| 12 mai 1985 - 21 mars 1990        | Velio Lorenzini (it)        |       | PSI   |
| 17 juin 1990 - 23 juillet 1991    | Sanio Panfili (it)          |       | PCI   |
| 23 juillet 1991 - 22 juillet 1992 | Claudio Spinelli (it)       |       | PRI   |
| 22 juillet 1992 - 31 mai 1993     | Mariano Borgognoni (it)     |       | PDS   |
| 9 juin 1993 - 28 décembre 1993    | Giampaolo Bartolini (it)    |       | PRC   |
| 28 décembre 1993 - 24 avril 1995  | Luciano Neri (it)           |       | FdV   |
| 30 mai 1995 - 23 juillet 1997     | Gianpiero Bocci (it)        |       | PPI   |
| 26 juillet 1997 - 3 mars 2000     | Carlo Liviantoni (it)       |       | PPI   |
| 30 mai 2000 - 18 décembre 2000    | Giorgio Bonaduce (it)       |       | PdCI  |
| 21 décembre 2000 - 15 avril 2004  | Carlo Liviantoni (it)       |       | DL    |
| 15 avril 2004 - 26 mars 2009      | Mauro Tippolotti (it)       |       | PRC   |
| 1er avril 2009 - 30 mars 2010     | Fabrizio Felice Bracco (it) |       | PD    |
| 16 avril 2010 - 10 juin 2015      | Eros Brega (it)             |       | PD    |
| 10 juillet 2015 - en cours        | Donatella Porzi (it)        |       | PD    |